# きたれや、みたまよ
「きたれや、みたまよ」はラテン語で書かれた聖霊の歌「Veni Creator Spiritus」の小塩力と由木康による訳詩。ラテン語の原典がグスタフ・マーラーの交響曲第8番の第一部の歌詞として使われたことで有名。

## 歴史
アンブロシウス、グレゴリウス1世、もしくはドイツのマインツの大司教ラバヌス・マウルス（776年 - 856年）が作者と言われるが、確証はない。この、歌はカトリックでテ・デウムについで有名である。中世においては、鐘、香、灯明等と共に歌われた。10世紀末から、聖霊降臨日（ペンテコステ）に歌われるようになり、11世紀からは、聖職任職式に用いられるようになった。その他、教会会議、戴冠式、聖別式などで歌われる。

## 所収
- 「讃美歌」（1954年版）178番
- 「聖歌｣ （1958年版） 192番 曲はESPRIT DIVIN
- 讃美歌21(1997年版)339番
- 「聖歌 (総合版)｣ （2002年版） 147番 曲はESPRIT DIVIN